# Cassandra Kirkland
Pour les articles homonymes, voir Kirkland.
Cassandra Kirkland, née le 13 octobre 1984 à Paris et morte le 30 avril 2017 à Rueil-Malmaison, est une golfeuse française.

## Biographie
Née le 13 octobre 1984 à Paris d'un père américain et d'une mère française, Cassandra Kirkland est formée à Saint-Nom-la-Bretèche puis étudie de 2002 à 2006 à l'université de l'Arizona aux États-Unis.
Elle devient joueuse du Ladies European Tour en 2007, et connaît son premier top 10 en 2010. Sa première victoire sur le Ladies European Tour a lieu fin 2012 au Sanya Ladies Open, en Chine. En 2013, elle remporte le Generali Fourqueux Ladies Open dans le circuit LET Access Series. En 2014, elle remporte la Coupe de France professionnelle.
Un cancer du poumon lui est diagnostiqué en avril 2015. En parallèle de sa lutte contre la maladie, elle vend par le biais de son site internet des t-shirts estampillés « F#@* CANCER » pour aider au financement de la recherche contre le cancer. Elle dispute son dernier tournoi en avril 2016 à la Coupe Lalla Meryem au Maroc.
Elle meurt le 30 avril 2017 à l'âge de 32 ans.